# Lucien Serin
Pour les articles homonymes, voir Serin (homonymie).

a Compétitions nationales et continentales officielles uniquement.

b Matchs officiels uniquement.
Lucien Serin, né le 8 novembre 1902 à Autignac (France) et mort le 23 août 1993 à Montpellier (France), est un joueur international français de rugby à XV ayant évolué au poste de demi de mêlée en sélection nationale et à l'AS Béziers. Après sa carrière de joueur, il est entraîneur dans le club biterrois.
Son fils Jacques Serin est également demi de mêlée pour l'AS Béziers et le SC Mazamet et compte une sélection en 1961.

## Biographie
Lucien Serin naît le 8 novembre 1902 à Autignac dans le département français de l'Hérault.
À partir de la saison 1921-1922, il rejoint le club de rugby à XV de l'AS Béziers. Il est surnommé « Laoula » car il a souvent la manie de dire « Tu la veux là ou là » à ses coéquipiers en parlant de la balle.
En 1924, il est demi-finaliste du Championnat de France contre le Stade toulousain mais son équipe s'incline par 3 à 0 dans un match où il est titulaire à son poste de demi de mêlée.
Le 25 février 1928, il fait ses débuts internationaux avec l'équipe de France contre l'Angleterre à Twickenham dans le cadre du Tournoi des Cinq Nations,.

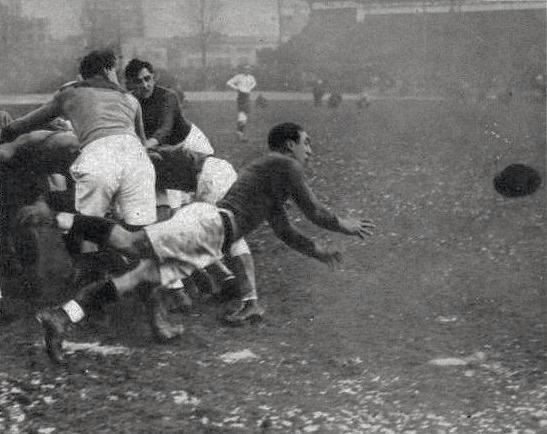
L'international français, Lucien Serin, effectuant une passe lors du quart de finale du Championnat de France 1928-1929 contre le RC Narbonne.

Quelques années plus tard, il est à nouveau demi-finaliste du Championnat de France en 1929. Le club se qualifie après avoir battu l'AS Carcassonne en quart après un premier match nul puis une victoire 5 à 0 à Narbonne avec un essai dû à Lucien Serin et Adolphe Bousquet et transformé par François Clauzel. La demi-finale se joue contre le FC Lézignan. Durant ce match, il inscrit un essai et est considéré comme le meilleur joueur de la partie, par le quotidien sportif L'Auto, mais son club s'incline à l'issue des prolongations.
Il connait ses dernières capes en 1932, année de la rupture des relations avec les Britanniques. Il compte un total de douze sélections.
Lucien Serin arrête de jouer en 1933 et commence à entraîner l'AS Béziers. Durant les années 1940, et plus précisément lors de l'exercice 1949-1950, Lucien Serin est encore l'entraîneur du club. Lors de cette saison, le club va jusqu'en finale de la Coupe de France, la seconde grande compétition fédérale de l'époque. Après avoir éliminé le Stade poitevin au septième tour (19 à 0), le Stade bordelais UC difficilement par 9 à 6 en huitième de finale, le Stade toulousain 14 à 0, le CS Vienne 11 à 3, l'AS Béziers rencontre le FC Lourdes en finale. Au stade des Ponts-Jumeaux de Toulouse, les Héraultais sont toutefois battus par les Lourdais sur le score de 16 à 3.
Son fils, Jacques, pratique lui aussi le rugby à XV et joue au SC Mazamet. En 1961, il participe à la tournée du XV de France en Nouvelle-Zélande et Australie.
En dehors du rugby, il tient un magasin de pièces détachées pour automobile avec son fils à Béziers.
Il meurt le 23 août 1993 à Montpellier en Hérault.

## Statistiques en équipe nationale
- 12 sélections en équipe de France de 1928 à 1931.
- 1 essai, trois points.

## Palmarès d'entraîneur
- Finaliste de la Coupe de France en 1950 avec l'AS Béziers.